# Ruixiang X5
Ruixiang X5 — среднеразмерный кроссовер, выпускаемый с 2021 года суббрендом Ruixiang компаний Yinxiang Group и BAIC Motor.

## История
В июне 2020 года от Министерства промышленности и информационных технологий Китая была получена информация о декларировании кроссовера под названием Wojie TX7. На самом деле было заявлено, что тот же автомобиль принадлежал компании Weichai Motor. Выяснилось, что компания Weichai может запустить ещё один новый бренд под названием WOJIE, причём TX7 станет первой моделью бренда. В июне 2021 года появилась информация о кроссовере под названием Ruixiang X5, который, как было заявлено, принадлежал компании Yinxiang Group (позднее — Ruixiang).

## Особенности
Ruixiang X5 оснащён 1,5-литровым рядным четырёхцилиндровым турбодвигателем мощностью 115 кВт (156 л. с.). Коробка передач — шестиступенчатая механическая или автоматическая.

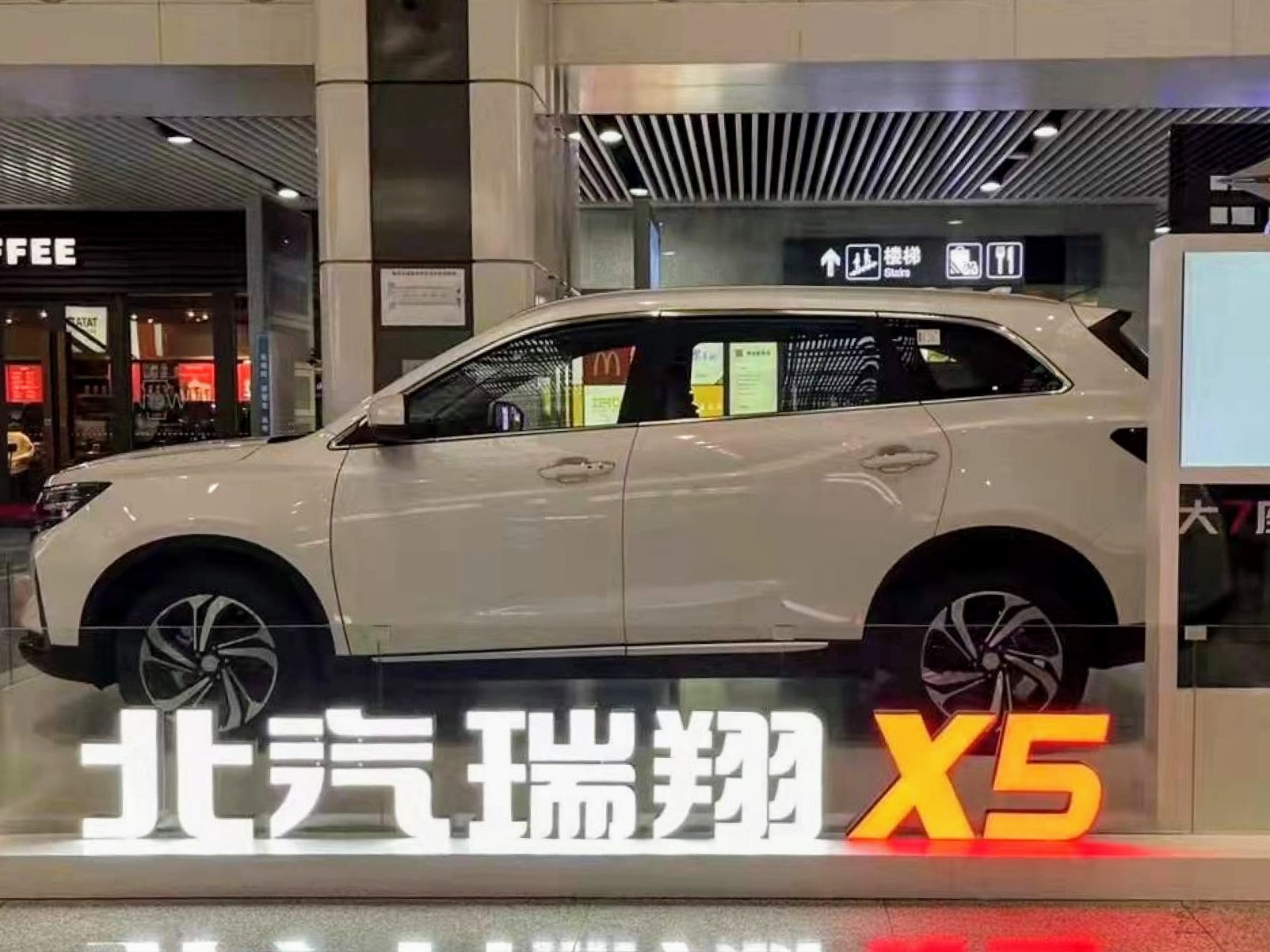
Вид сбоку
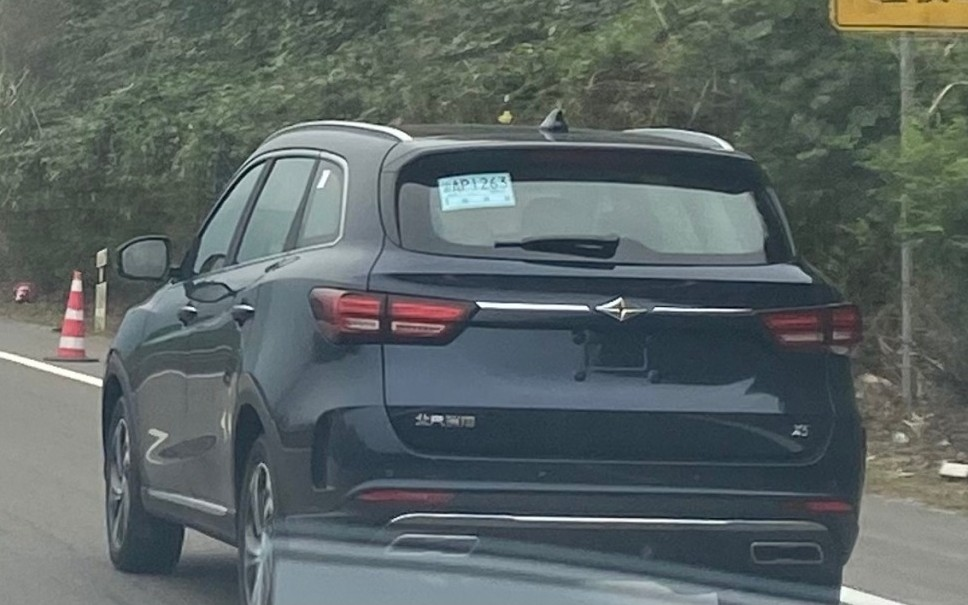
Вид сзади